# Christa Schmidt (Politikerin)
Christa Schmidt, geb. Weigel, (* 3. April 1941 in Leipzig) ist eine deutsche Politikerin (CDU).
Schmidt wurde bei der vorgezogenen Wahl 1990 in die Volkskammer der DDR gewählt und bekleidete in der Regierung de Maizière das Amt der Ministerin für Familie und Frauen. Nach der Wiedervereinigung wurde sie Mitglied des Deutschen Bundestages. Bei der Bundestagswahl 1990 scheiterte sie mit dem Ziel, wiedergewählt zu werden, rückte jedoch am 1. Februar 1994 ins Parlament nach und gehörte diesem bis Ende des Jahres an.